# Norfloxacin
Norfloxacin ist ein synthetisches Breitband-Antibiotikum aus der Gruppe der Gyrasehemmer und ist oral wirksam. Es gehört zur Substanzklasse der Fluorchinolone.

## Eigenschaften
Das farblose bis blassgelbe, kristalline Pulver ist unbegrenzt löslich in Eisessig, sehr schwer löslich in Wasser, schwer löslich in Ethanol 96 % und Aceton.
Norfloxacin zeigt eine hohe in-vitro-Aktivität gegenüber einem weiten Bereich von grampositiven und gramnegativen, aeroben Bakterien.

## Pharmakologie
Die Bioverfügbarkeit nach oraler Gabe im menschlichen Körper liegt zwischen 50 und 70 %. Der Wirkstoff wird mit einer Blutplasmahalbwertszeit von 3–6 Stunden zu 26 bis 40 % unverändert über die Nieren ausgeschieden.

## Anwendungsgebiete
Norfloxacin wird hauptsächlich zur Behandlung von Harnwegsinfektionen und Gonorrhoe verschrieben. Die wichtigsten Nebenwirkungen sind typisch für die Substanzklasse der Fluorchinolone. Dazu gehören Übelkeit, Appetitlosigkeit, Erbrechen, Schwindel und neuropsychiatrische Reaktionen. Sehr selten kann es bei allen Gyrasehemmern – auch nach kurzzeitiger Einnahme – zur Ruptur großer Sehnen, z. B. zur Achillessehnenruptur kommen. Zu beachten ist die beim Ciprofloxacin beschriebene Wechselwirkung mit Coffein.
Es ist auf jeden Fall verboten (Kontraindikation), Norfloxacin in der Schwangerschaft und Stillzeit zu verabreichen. Weiters darf Norfloxacin bis zum Ende der Wachstumsperiode nicht verabreicht werden (Ausnahme: Mukoviszidose).
Basierend auf der Empfehlung der Europäischen Arzneimittelagentur hat das Bundesinstitut für Arzneimittel und Medizinprodukte im Februar 2009 die Indikationen aufgrund ungünstiger Risiko-Nutzen-Abwägung und nicht ausreichend nachgewiesener Wirksamkeit dahingehend geändert, dass Norfloxacin-haltige Arzneimittel nicht mehr für die Behandlung der komplizierten Nierenbeckenentzündung/Pyelonephritis zugelassen sind.

## Handelsnamen
Bactracid (D), Barazan (D), Chibroxin (D), Firin (D), Floxacin (A), Norfluxx (D), Noroxin (CH), Norsol (CH), Zoroxin (A), diverse Generika (D, A, CH)